# Halecium tenue
Halecium tenue är en nässeldjursart som beskrevs av Charles McLean Fraser 1938. Halecium tenue ingår i släktet Halecium och familjen Haleciidae. Inga underarter finns listade i Catalogue of Life.